# خانه موسیقی ایران
خانه موسیقی ایران یک تشکیلات صنفی، غیردولتی و غیرسیاسی در ایران است که با هدف حفظ، گسترش و معرفی موسیقی و موسیقی‌دانان ایرانی بنیان گذاشته شده‌است.
خانه موسیقی ایران، در تاریخ ۹ مهر ۱۳۷۸ اعلام موجودیت کرد و در تاریخ ۱۶ مرداد ۱۳۷۹ به‌عنوان موسسه‌ای فرهنگی و هنری به ثبت رسمی رسید. این نهاد موسیقایی، بیش از هفده هزار نفر عضو از سراسر کشور دارد.

## اهداف
اهداف تأسیس خانه موسیقی، در وبگاه رسمی آن به شرح زیر عنوان شده‌است:
- حفظ میراث هنری ایران در بخش موسیقی
- بهبود کیفی و رشد ارزش‌های معنوی موسیقی ایرانی مبتنی بر فرهنگ ملی
- پشتیبانی از حقوق قانونی و معنوی موسیقی‌دانان در نقاط مختلف ایران در زمینه‌های مختلف موسیقی
- هدفمند نمودن فعالیت‌های موسیقی‌دانان و هنرجویان ایرانی به منظور تداوم حضور سنت‌های ملی موسیقی در جامعه
- شناسایی و باروری استعدادهای هنری به منظور رشد کیفی موسیقی ایرانی
- معرفی و عرضه موسیقی ایران به ملت‌های دیگر
- تلاش جدی در امر پژوهش موسیقی قدیم و نوین ایران جهت شناخت ظرفیت‌های موسیقی ملی
- حضور فعال در جشنواره‌های مختلف موسیقی در خارج از کشور به منظور معرفی و شناساندن موسیقی و موسیقی‌دانان ایرانی و آشنایی با تحولات موسیقی در جهان
- تلاش جهت اجرا و نشر آثار موسیقی‌دانان ایرانی در خارج از کشور
- تلاش برای انتشار نشریه موسیقی در چارچوب توسعه فرهنگ ملی
- تلاش به منظور تأمین امور رفاهی اعضا با حمایت مسوولین دولتی و بخش خصوصی

## ارکان خانه موسیقی
ارکان تشکیل‌دهنده خانه موسیقی عبارتند از:
- هیئت مؤسس
- شورای عالی
- هیئت مدیره
- مدیر عامل
- مجمع عمومی
- کمیته‌ها (کانون‌ها) ی تخصصی
- بازرسان

### هیئت مؤسس
هیئت مؤسس خانه موسیقی ایران عبارتند از: علی تجویدی، حسین دهلوی، مصطفی کمال پورتراب، فرهاد فخرالدینی، حسن ریاحی، محمد سریر، مجید کیانی، احمد پژمان، کریم صالح عظیمی، فریدون ناصری، حسین علیزاده، محمدرضا درویشی، داریوش پیرنیاکان، داوود گنجه‌ای، کامبیز روشن‌روان، محمد سعید شریفیان، حمیدرضا اردلان، آذین موحد و سید نورالدین رضوی سروستانی.

### شورای عالی
شورای عالی خانه موسیقی، از هفت عضو تشکیل شده که این اعضا از میان موسیقی‌دانان برجسته، که دست‌کم سی سال سابقه فعالیت در زمینه‌های مختلف موسیقی در ایران داشته و عضو خانه موسیقی باشند، به پیشنهاد هیئت مدیره و تصویب مجمع عمومی برای مدت سه سال انتخاب می‌شوند. این شورا، بالاترین مرجع تخصصی و فنی خانه موسیقی است.
اعضای کنونی شورای عالی عبارتند از:
- فرهاد فخرالدینی (ریاست شورا)
- داریوش پیرنیاکان (دبیر و سخنگو)
- داوود گنجه‌ای
- محمد سریر
- حسن ریاحی
- هوشنگ کامکار

اعضای پیشین عبارت‌اند از:
- محمدرضا شجریان
- همایون خرم
- مصطفی کمال پورتراب
- هوشنگ ظریف
- حسین علیزاده

### هیئت مدیره
هیئت مدیره خانه موسیقی، شامل هفت نفر از اعضای کمیته‌های تخصصی است که با رای مجمع عمومی برای مدت چهار سال انتخاب می‌شوند و وظیفه سیاست‌گذاری و نظارت بر فعالیت‌های خانه موسیقی را بر عهده دارند. اعضای کنونی هیئت مدیره عبارتند از:
- داریوش پیرنیاکان(رئیس هیئت مدیره)
- هنگامه اخوان
- حمیدرضا اردلان (نایب رئیس)
- مسعود شعاری
- حمیدرضا عاطفی(دبیر هیئت مدیره)
- زیدالله طلوعی
- محسن رجب پور

### مدیر عامل
اعضای هیئت مدیره، یک نفر را از بین خود یا خارج از آن به عنوان مدیر عامل انتخاب می‌کنند. هم‌اکنون، حمیدرضا نوربخش مدیر عامل خانه موسیقی است.

### مجمع عمومی
مجمع عمومی خانه موسیقی شامل پنج نفر از اعضای هریک از کانون‌های تخصصی فعال در خانه موسیقی است. وظایف آن، انتخاب هیئت مدیره و بازرسان و تأیید اعضای شورای عالی، تصویب سیاست‌های کلی و چگونگی عملکرد و فعالیت‌های هیئت مدیره است.

### کانون‌های تخصصی
هر یک از کانون‌ها یا کمیته‌های تخصصی، شامل همه اعضای پیوسته و وابسته درجه یک و دو خانه موسیقی است که در زمینه کاری مربوط به همان کمیته، دارای تخصص و سابقه فعالیت باشند.
هم‌اکنون ۱۰ کانون تخصصی شامل نوازندگان سازهای ایرانی، نوازندگان سازهای کلاسیک، خوانندگان موسیقی ایرانی، خوانندگان کلاسیک غربی، آهنگسازان، رهبران کُر و ارکستر، مدرسان موسیقی، پژوهشگران موسیقی، سازندگان ساز،  صدابرداران  و ناشران در خانه موسیقی فعالیت می‌کنند.

### بازرسان
مجمع عمومی از میان نامزدها، یک نفر را به عنوان بازرس اصلی و یک نفر را به عنوان بازرس علی‌البدل برای مدت یک سال انتخاب می‌کند.

## جشن خانه موسیقی
جشن خانه موسیقی هرساله همزمان با سالگرد تأسیس این نهاد صنفی و با حضور جمع زیادی از هنرمندان و علاقمندان برگزار می‌شود. در این جشن هر ساله از تعدادی چهره‌های پیشکسوت موسیقی ایران تجلیل و تقدیر می‌شود. تقدیر از پیشکسوتان موسیقی نواحی، اجرای استعدادهای جوان معرفی برگزیدگان دوسالانه آلبوم برتر موسیقی، معرفی برگزیدگان دوسالانه کتاب برتر موسیقی از و اجرای گروه‌های مختلف موسیقی از برنامه‌های جشن سالیانه خانه موسیقی است.

## آدرس خانه موسیقی ایران
- ساختمان شماره ۱(ساختمان مدیریت): خیابان فاطمی غربی - نبش جمالزاده شمالی - پلاک ۲۷۰
- ساختمان شماره ۲(ساختمان اعضا): میدان فاطمی - ابتدای خیابان شهید گمنام - خیابان جهانمهر - نبش بوعلی سینای غربی - خانه موسیقی ایران- پلاک ۱۲ - طبقه ۲